# جبل ثعیلب
جبل ثعیلب یک منطقهٔ مسکونی در قطر است که در شهرداری الضعاین / شهرداری دوحه واقع شده‌است. جبل ثعیلب ۷٫۷ کیلومتر مربع مساحت دارد.